# Харэвен, Шуламит
Шуламит Харэвен (ивр. שולמית הראבן‎; 14 февраля 1930 — 25 ноября 2003) — израильская писательница, публицист, переводчица, эссеист, журналистка, общественный деятель.

## Биография
Шуламит Харэвен родилась в Варшаве в семье юриста Авраама Рифтина и учительницы Натальи Вьенер 14 февраля 1930 года. Она переехала в Израиль вместе со своими родителями-сионистами в 1940 году.
В возрасте 17 лет будущая писательница присоединилась к Хагане и в качестве боевой санитарки участвовала в обороне Иерусалима во время Арабо-израильской войны 1947—1949 годов. Она, помимо этого, участвовала в работе «Галей Цахаль» — радио Армии обороны Израиля — и открывала его трансляцию в 1950 году.
В 1954 году Харэвен вышла замуж за общественного деятеля Алуфа Харэвена. В 1957 году у них родился сын Итай, а в 1959 — дочь Гайль, которая впоследствии также стала писательницей.
В 1979 году Шуламит Харэвен стала первой женщиной, ибранной в Академию языка иврит.
25 ноября 2003 года Шуламит Харэвен умерла от рака.

## Творчество
Шуламит Харэвен писала произведения в широком спектре жанров: стихи, детские книги, исторические романы, рассказы на военные темы, политические очерки.
Её первая книга — сборник стихов «Хищный Иерусалим», — а также один из романов «Город многих дней» посвящены Иерусалиму — городу, ставшему для неё родным. «Город многих дней» описывает жизнь Иерусалима в первой половине XX века.
Рассказ «Одиночество» из одноимённого сборника Харэвен был включён в международную антологию рассказов, составленную из произведений женщин-писательниц.
Один из рассказов Шуламит Харэвен «Мебель красного дерева» (ивр. מהגוני‎), повествование в котором ведётся от первого лица, характеризует первые месяцы Второй мировой войны. От лица ребёнка описывается общее состояние людей, города (Варшавы). Можно провести параллель между изменениями, произошедшими с людьми и самой Варшавой: разрушены предвоенные надежды, обычная жизнь — разрушен город. Мебель красного дерева, которую разрубают на куски, кажется символом того, что было до войны и чего больше не будет: «После войны ничего не останется».
Трилогия «Жажда» («Ненавидящий чудеса», «Пророк», «После детства») повествует о странствиях евреев по пустыне после исхода из Египта («Ненавидящий чудеса»), завоевании Ханаана («Пророк») и эпохе Судей («После детства»). Главный герой романа «Ненавидящий чудеса» мальчик Эшхар, мать которого умерла в Египте, путешествует вместе с остальными евреями в Землю Обетованную, но ощущает себя отделённым от других и «чувствует, что правду следует искать, обращаясь к … небу, а не к переменчивым нравам людей». А образ героини Моран в трилогии позволяет по-новому понять некоторые аспекты формирования еврейского национального сознания.
Харэвен была одним из основателей и идейных лидеров движения Шалом ахшав. Её сборники очерков «Соседи или партнёры?», «Синдром Дульсинеи», «Мессия или Кнесет», «Словарь мира» посвящены арабо-израильским отношениям и проблемам израильского общества.
Шуламит Харэвен, помимо того, что писала свои книги, переводила на иврит произведения польских и других писателей: в 1959 году она перевела «Избранные польские рассказы», в 1970 — повесть Генрика Сенкевича «В пустыне и пуще».

## Переводы на русский язык
- Иехошуа А. Б., Харэвен Ш., Шавит Я. В поисках личности. Рассказы современных израильских писателей. Серия: Библиотека-Алия. № 117. Израиль Изд. Библиотека Алия, 1987
- Шуламит Харэвен. Мебель красного дерева. Перевод Зои Копельман